# 小行星8678
小行星8678（8678 Bäl）是一颗绕太阳运转的小行星，为主小行星带小行星。该小行星于1992年3月1日发现。

## 轨道参数
小行星8678的轨道半长轴为3.1637776 UA，离心率为0.106。